# Alibi (film 1929)
Alibi – amerykański film z 1929 roku w reżyserii Rolanda Westa, zrealizowany w erze Pre-Code.

## Nagrody i nominacje
| Nazwa nagrody | Wygrane            | Nominacje |
| ------------- | ------------------ | --- |
| Oscar         | 1930 bez rezultatu | 1930 Najlepszy film wytwórnia Feature Productions Najlepszy aktor pierwszoplanowy Chester Morris Najlepsza scenografia William Cameron Menzies |